# Glaucopsyche xerces
Glaucopsyche xerces — вымерший вид бабочек из семейства голубянок (Lycaenidae). 
Некоторые исследователи рассматривают данный таксона в ранге подвида Glaucopsyche lygdamus (Doubleday, 1841). Эндемик песчаных дюн полуострова Сан-Франциско в США (Северная Америка). Наиболее известная из вымерших бабочек с территории США. Причиной вымирания вида послужило прямое уничтожение местообитаний в результате урбанизации.

## Этимология названия
Видовое латинское название было дано в честь Ксеркса I — персидского царя, который был правителем в 486—465 годах до н. э., и происходил из династии Ахеменидов.

## Описание
Бабочка небольшого размера с размахом крыльев 25—31 мм, и с хорошо выраженным половым диморфизмом. Верхняя сторона крыльев у самцов была переливающаяся сине-фиолетовая, по внешнему краю крыльев проходит темно-коричневая кайма шириной до 3 мм. Окраска верхней стороны крыльев самок тёмно-бурая. Нижняя сторона крыльев беловато-серая с несколькими рядами чёрных округлых пятен и белыми мазками на задних крыльях. Бахромка крыльев у обоих полов белого цвета. Глаза волосатые, овальные с выемкой у основания усиков и окаймлением из белых чешуек. Усики булавовидные. Щупики короткие. Основания усиков без волосистых кисточек. Плечевой жилки нет. Передние ноги короче средних и задних, с одним коготком. Передние ноги самцов слегка недоразвиты (лапки без сегментации), не функционируют при хождении, но в покое не прижаты к телу. Все ноги самок развиты нормально.

## Биология
Вид развивался в одном поколении за год. Время лёта бабочек этого вида с марта по апрель, по другим источникам — до начала июня. Самки откладывали яйца поштучно на цветки и другие части кормовых растений. Гусеницы мокрицевидные, короткие, плоские снизу, с сильно выпуклой спиной и очень маленькой головой. Вели одиночный и скрытный образ жизни, оставались малозаметными на листьях кормовых растений, чему способствовала их форма и окраска тела со штриховкой, напоминающей жилование листьев. Гусеницы развивались на кормовых растениях из родов Lotus и Lupinus в составе семейства бобовых растений, в частности: Lotus scoparius и Lupinus arboreus.

## Вымирание
Glaucopsyche xerces был локально распространён на территории США в прибрежных песчаных дюнах Сансетского района полуострова Сан-Франциско. Считается одним из первых видов американских бабочек, который вымер в результате утраты природной среды обитания, вызванной антропогенным воздействием человека, урбанизацией и в частности расширением территории города Сан-Франциско.
Бабочки Glaucopsyche xerces населяли закреплённые песчаные участки с низкой растительностью, ксерофитные луга и пустоши, в том числе: бывшее кладбище Лоун-Маунтин, военную базу Президио (к западу от Военно-морской больницы и к северу от Лобос-Крик), несколько мест в районе Сансет (включая западные склоны Твин Пики) и район озера Мерседес. К 1930-м годам места обитания вида уже были ограничены несколькими локалитетами.
Вид вымер в промежутке между 1941 и 1943 годом. Последний раз бабочек Glaucopsyche xerces в природе наблюдали 23 марта 1943 года на территории, которая является частью Национальной зоны отдыха Золотые ворота (Golden Gate National Recreation Area).
Сохранившиеся экземпляры Glaucopsyche xerces в энтомологических коллекциях сейчас находятся в Калифорнийской академии наук, энтомологическом музее Бохарта и Гарвардском музее естественной истории.

## В популярной культуре
Этот вид бабочек упоминается и был показан в эпизоде «Призрак в машине» американского научно-фантастического телесериала телесериала «4400», где он был возвращён к жизни благодаря паранормальной способности одного из персонажей, которую дал ему вымышленный нейротрансмиттер в головном мозгу, называющийся «Промицин».
Американская альтернативная метал-группа Deftones из города Сакраменто (штат Калифорния) выпустила песню под названием «Xerces» в составе своего музыкального альбома «Saturday Night Wrist» в 2006 году.
Также Glaucopsyche xerces под названием «Pinned Beauty» (рус. Закреплённая красота) имеется среди «сувениров» (внутриигровые предметы, помогающие игроку лучше понять сюжетную историю) в компьютерной игре Silent Hill: Shattered Memories . Имеет вид бабочки с прикреплённой к ней биркой с надписью «Xerces blue» (английское название этого вида).